# Märkisches Museum (Berlin)
Das Märkische Museum liegt im Berliner Ortsteil Mitte des gleichnamigen Bezirks. Es ist das Stammmuseum der Stiftung Stadtmuseum Berlin mit den Themenschwerpunkten Kultur und Geschichte.

## Geschichte

### Vorgeschichte

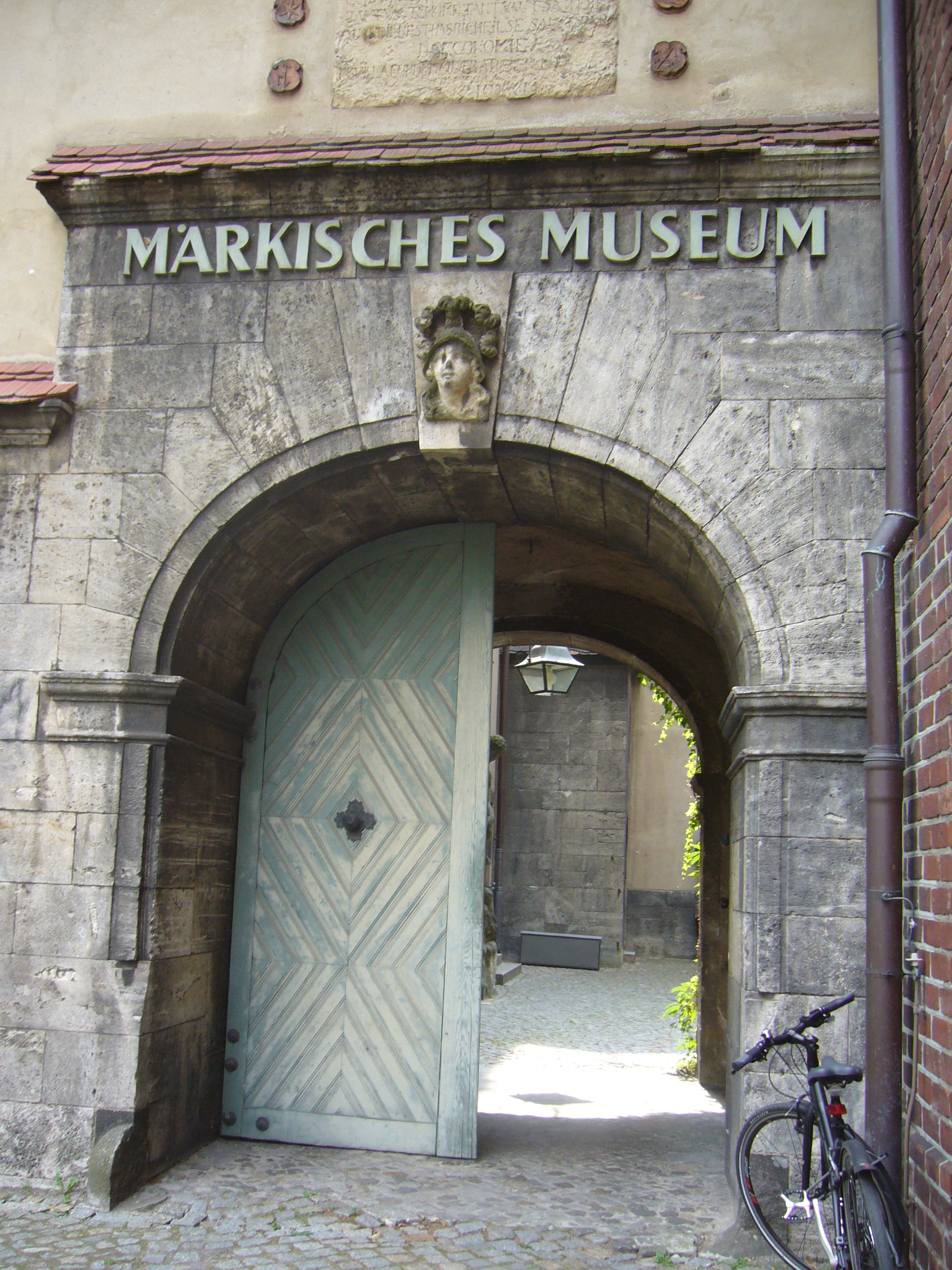
Eingangsportal

Die Vorgeschichte des Museums begann mit der beschleunigten Entwicklung Berlins von einer etwas verschlafenen Residenz- zur Industrie- und Großstadt. Zwischen 1850 und 1870 verdoppelte sich die Einwohnerzahl auf über 800.000. Die Stadt brauchte eine professionelle Verwaltung und ein neues Rathaus. 1861 wurde an der damaligen Königstraße der Grundstein für ein ausreichend geräumiges Gebäude gelegt, das spätere Rote Rathaus. Sein Turm überragte das Berliner Schloss, ein Ausdruck des neuen bürgerlichen Selbstbewusstseins. Zur gleichen Zeit, mit dem schnellen Wandel des Stadtbildes, entwickelte sich ein verstärktes Interesse des Bürgertums an der Geschichte der Stadt, an dem, was verloren war oder durch Umbau gerade verloren ging. Dieses Interesse war bald ein fester Bestandteil bürgerlicher Geselligkeit und äußerte sich auch in der Gründung des Vereins für die Geschichte Berlins. Ihm gehörten auch die ersten Fotografen Berlins an, die den schnellen Wandel der Stadt mit dem neuen Medium dokumentierten. Sie stellten dem Verein und später dem Museum Abzüge ihrer Aufnahmen zur Verfügung. Daraus entstand eine der ersten systematischen fotografischen Sammlungen, die die Physiognomie der Stadt selbst und ihre Architektur zum Ziel hatte. Einige der Bilder des Fotografen F. Albert Schwartz sind heute als Reproduktionen im U-Bahnhof Spittelmarkt zu sehen.
Bevor die Verwaltung in das neue Rathaus umzog, musste in den alten Amtsstuben, Kellern und Speichern Inventur gemacht werden. Vieles wurde vernichtet, anderes, wenn es besonders alt oder wertvoll aussah, zunächst dem Archiv und dann der neu gegründeten Abteilung Sammlungen übergeben. Zum Leiter der Abteilung wurde der Stadtrat Ernst Friedel bestellt, der eigene historische Fundstücke aus der Provinz Brandenburg in die Städtische Sammlung einbrachte und am 9. Oktober 1874 das Märkische Provinzialmuseum im Palais Podewils gründete, das erste rein bürgerliche, vom Königshaus unabhängige Museum Berlins. Es war ausgestattet mit einem Etat von nur 2000 Mark und daher von Anfang an auf Stiftungen und Spenden angewiesen. Zum Ankauf von fotografischen Aufnahmen des Stadtbildes bewilligte später der Kaiser einen eigenen Etatposten.

### Provisorien

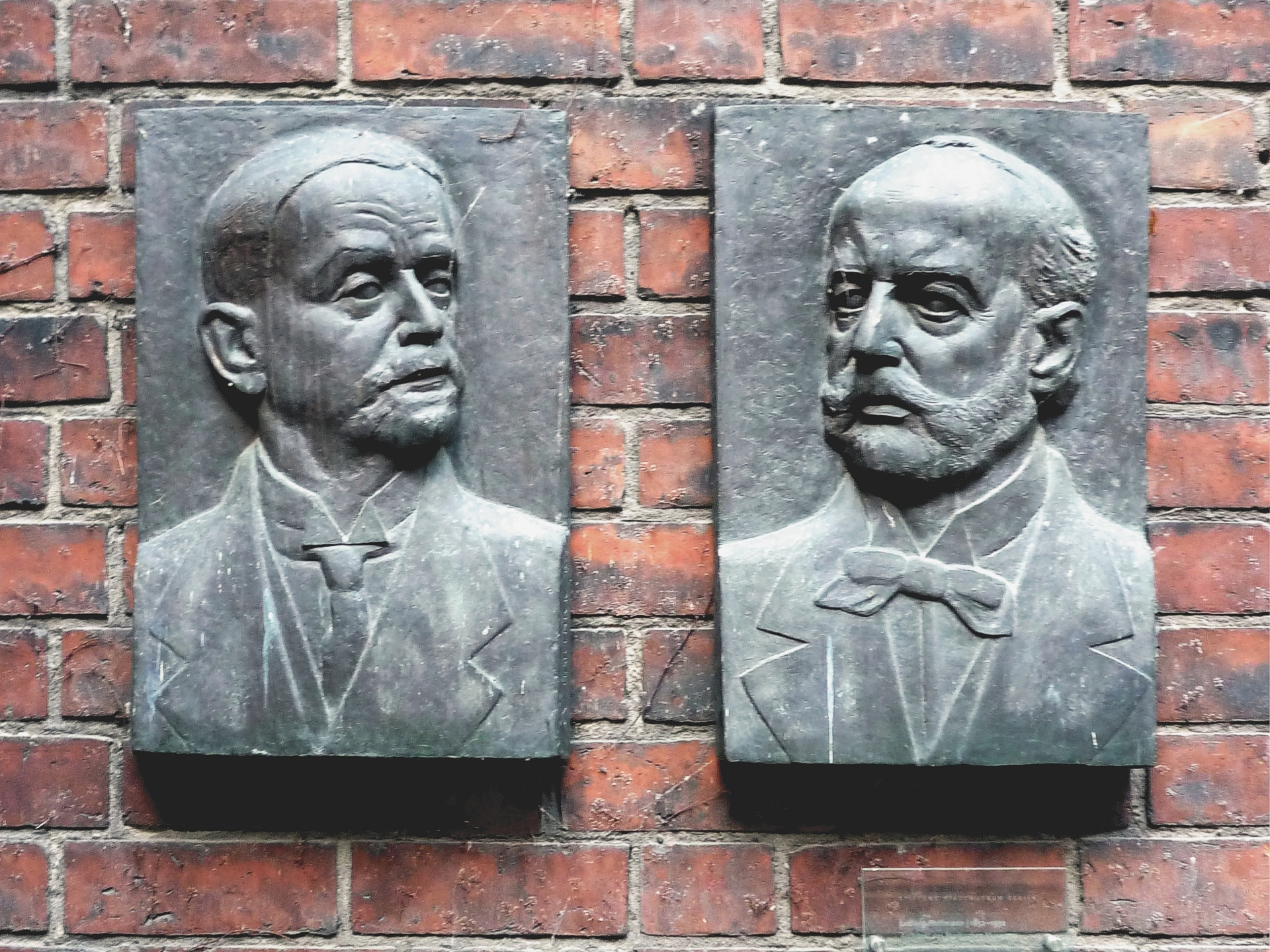
Reliefs des Architekten Ludwig Hoffmann (links) und des Stadtrats Ernst Friedel im Hof des Museums

Die Sammlung war äußerst beengt im Rathaus untergebracht. Die erste Besucherordnung von 1875 nannte unter Punkt eins Öffnungszeiten von zwei oder drei Stunden an drei Tagen in der Woche, schrieb unter Punkt zwei vor: „Der Besuch ist unentgeltlich, den Aufsehern die Annahme von Geschenken verboten“ und unter Punkt fünf: „Nur reinlich gekleidete Personen haben Zutritt“. In einem Bittbrief an die Öffentlichkeit ersuchte die Direktion darum, das Museum zu unterstützen „mit freiwilligen Spenden von Objecten, […] sofern sie culturgeschichtliches Interesse haben“. Der Aufruf hatte überraschend großen Erfolg. Zahlreiche naturgeschichtlich und kulturhistorisch interessante Gegenstände wurden gestiftet. Im Berlin der Gründerzeit wurde vielerorts gegraben, immer wieder kamen brauchbare Fundstücke zutage und vergrößerten die Sammlungen. Das Museum zog aus Platzmangel von einem Provisorium ins nächste. Wegen der beengten, chaotisch anmutenden Unterbringung der Ausstellungsstücke galt das Museum vielen Beobachtern als bloße Rumpelkammer, allerdings nicht mit nur nutzlosem Inventar: 1878 wurde mit einem vom Museum ausgeliehenen Henkersbeil der Klempnergeselle und Kaiser-Attentäter Max Hödel hingerichtet.
Friedel nahm auch die demonstrativ vorgeführte Raumnot zu Hilfe, um Öffentlichkeit und Stadtverwaltung von der Notwendigkeit eines eigenen Hauses für sein Museum zu überzeugen. 1892 wurde ein reichsweiter Wettbewerb für einen Neubau ausgeschrieben, davon versprach sich die Verwaltung auch ein Signal für ein  Neues Bauen in der Reichshauptstadt. Im Boom der Gründerjahre war das von Carl Gotthard Langhans und Karl Friedrich Schinkel geprägte klassische Berlin weitgehend verschwunden, eine neue architektonische Qualität war im Stadtbild nicht zu erkennen. Auch der Wettbewerb lieferte sie nicht, sein Ergebnis wurde allgemein als enttäuschend bewertet. 79 Entwürfe gingen ein, zwar wurde ein erster Preis vergeben, bald war aber zu sehen, dass dieser Bau viel zu teuer werden würde, der Architekt starb kurz darauf, das ganze Projekt geriet zunächst aufs Abstellgleis.

### Museumsbau
Das Bauvorhaben war der erste größere Auftrag für den 1896 neu ins Amt eingeführten Berliner Stadtbaurat Ludwig Hoffmann. Seinen guten Ruf hatte er dadurch erworben, dass er das Monumentalgebäude des Reichsgerichts in Leipzig entworfen und in kurzer Zeit fertiggestellt hatte, sehr zur Zufriedenheit Kaiser Wilhelms II.

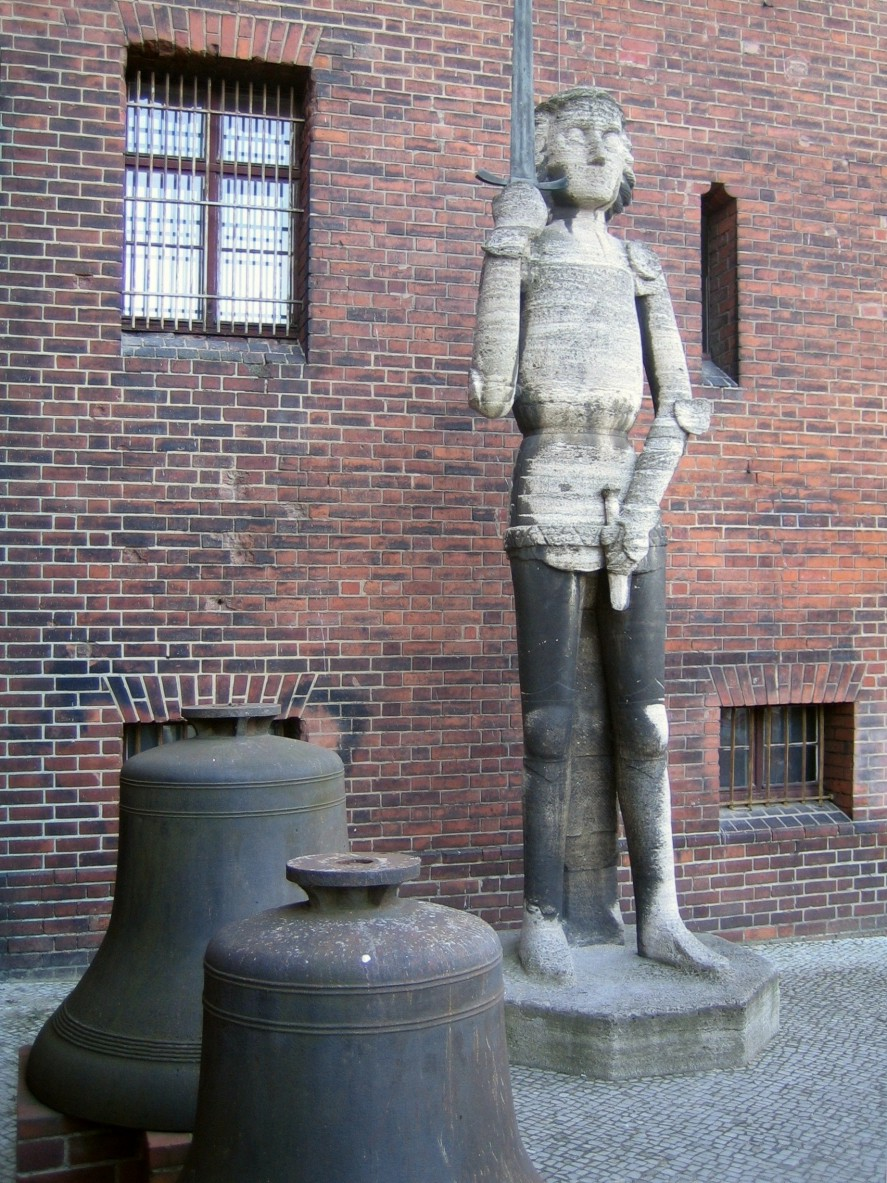
Rolandstatue (1474, Kopie von 1905) aus Brandenburg

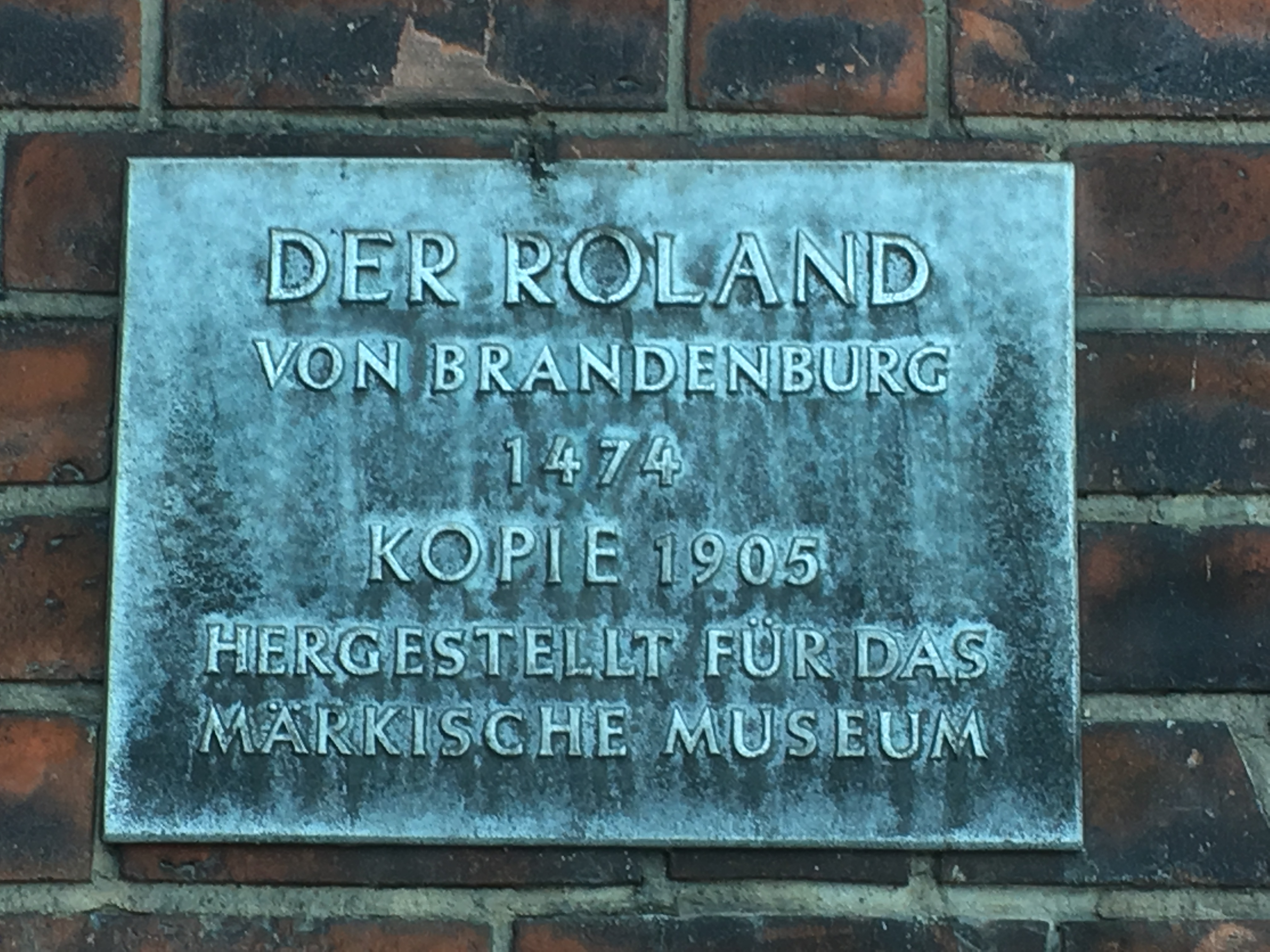
Informationstafel zum Roland von Brandenburg 1474, zur Kopie von 1905 am Märkischen Museum

Erste Skizzen entstanden im Herbst 1896, ein Jahr später wurden die Pläne genehmigt, 1899 begannen die Bauarbeiten, die 1904 abgeschlossen waren. Erst 1908 konnte das fertig eingerichtete Gebäude übergeben werden. Es war das erste Gebäude der Welt, das speziell als Stadtmuseum konzipiert war. Das Konzept Hoffmanns bestand darin, schon in der Architektur des Gebäudes anzudeuten, was im Inneren gezeigt werden sollte; die Sammlungen dokumentierten die Entwicklung der Mark Brandenburg über die Jahrhunderte hinweg, also schuf der Architekt einen Komplex höchst unterschiedlicher Gebäudeteile, die sich auf bestimmte Vorbilder aus verschiedenen historischen Epochen bezogen.

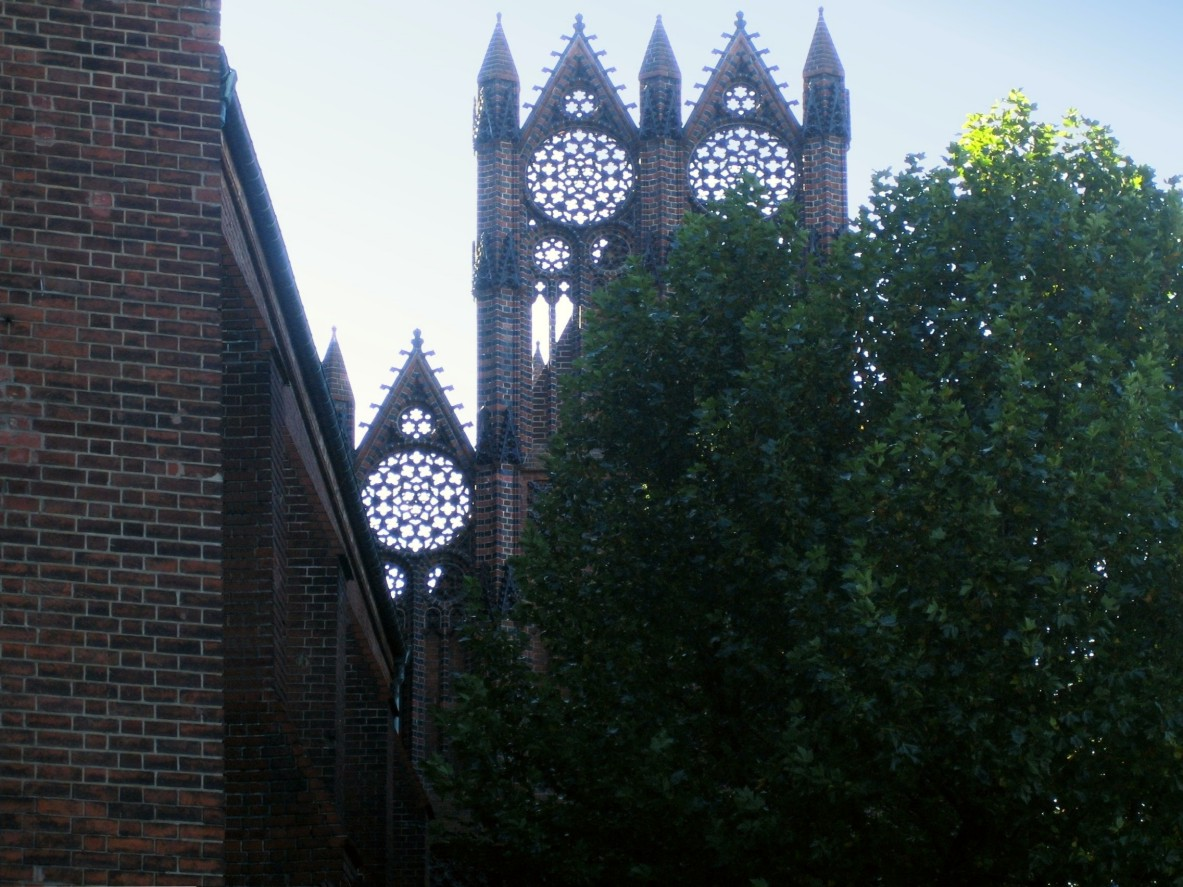
Teil einer Fassade nach dem Vorbild der St.-Katharinenkirche in Brandenburg an der Havel

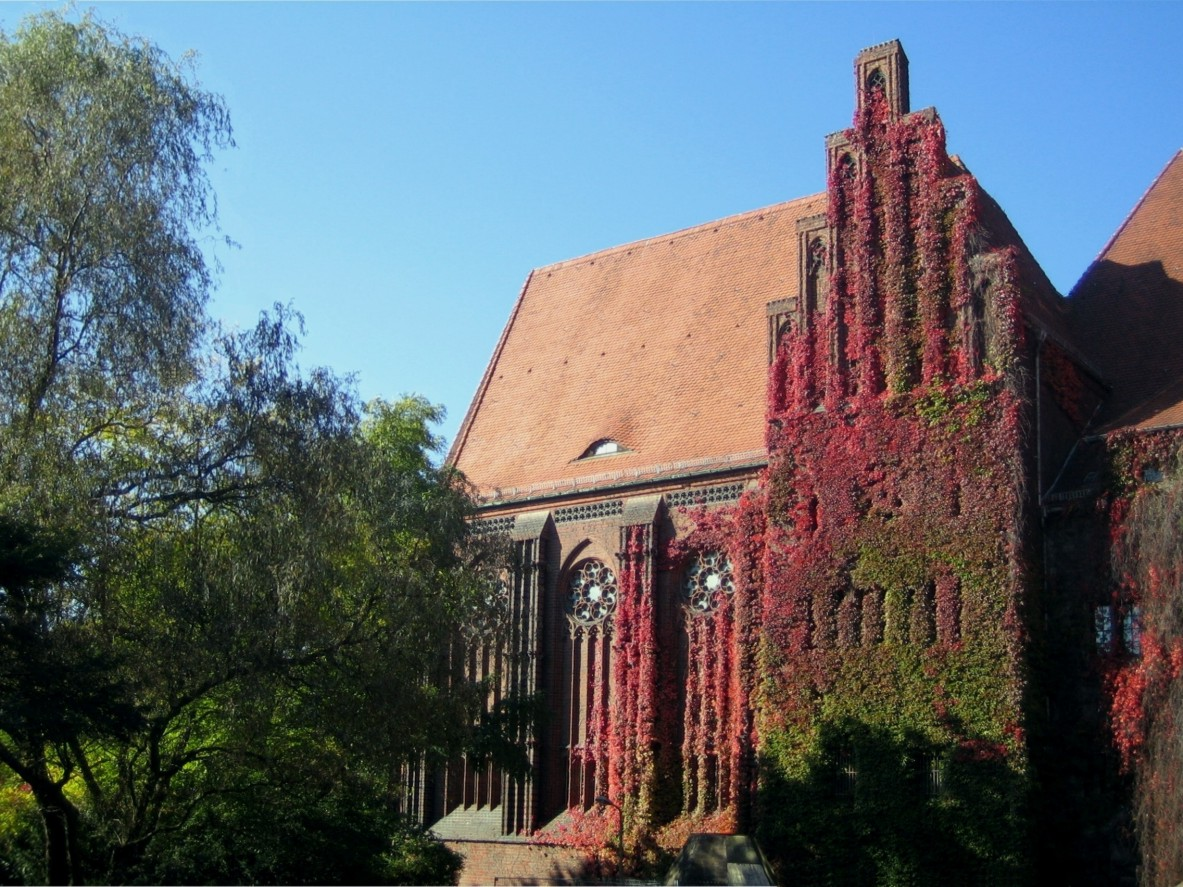
Teilansicht des Museums

Hoffmann hatte diese Vorbilder auf vielen Studienfahrten studiert und skizziert und zitierte sie an seinem Bau mit unterschiedlicher Ausführlichkeit. In den meisten Fällen wurden ausgewählte, historisch korrekte Details so miteinander verbunden, dass ein neues Ganzes entstand, dessen Quellen nicht so leicht festzustellen sind. Es ging Hoffmann nicht unbedingt darum, genaue Kopien zu zeigen, er wollte die jeweiligen Stimmungen vergangener Zeiten vermitteln. Seine Gebäude gruppieren sich um zwei Innenhöfe. Diese werden überragt und optisch zusammengehalten durch einen Turm mit Walmdach, der dem Bergfried der Bischofsburg Wittstock nachgebildet ist.
Auch im Inneren des Gebäudes versuchte Hoffmann, durch unterschiedliche Inszenierungen die Stimmungen verschiedener historischer Situationen erlebbar zu machen. Das Erdgeschoss etwa suggerierte mit niedrigen Gewölben und grob verputzten Wänden hohes Alter und beherbergte die prähistorische Abteilung; Urnen und Faustkeile waren in grob gestalteten Vitrinen untergebracht. Die Sammlung mittelalterlicher Altäre und Skulpturen stand in einer „Kapelle“, deren Gewölbe mittelalterlichen Vorbildern nachempfunden waren. In einem hellen Saal im zweiten Obergeschoss wurden in eleganten Glasschränken Rokoko-Porzellan und die Kollektion von Schnupftabakdosen gezeigt. Insgesamt waren rund 50 Schauräume zu besichtigen.

### Geschichte des Museums seit 1908

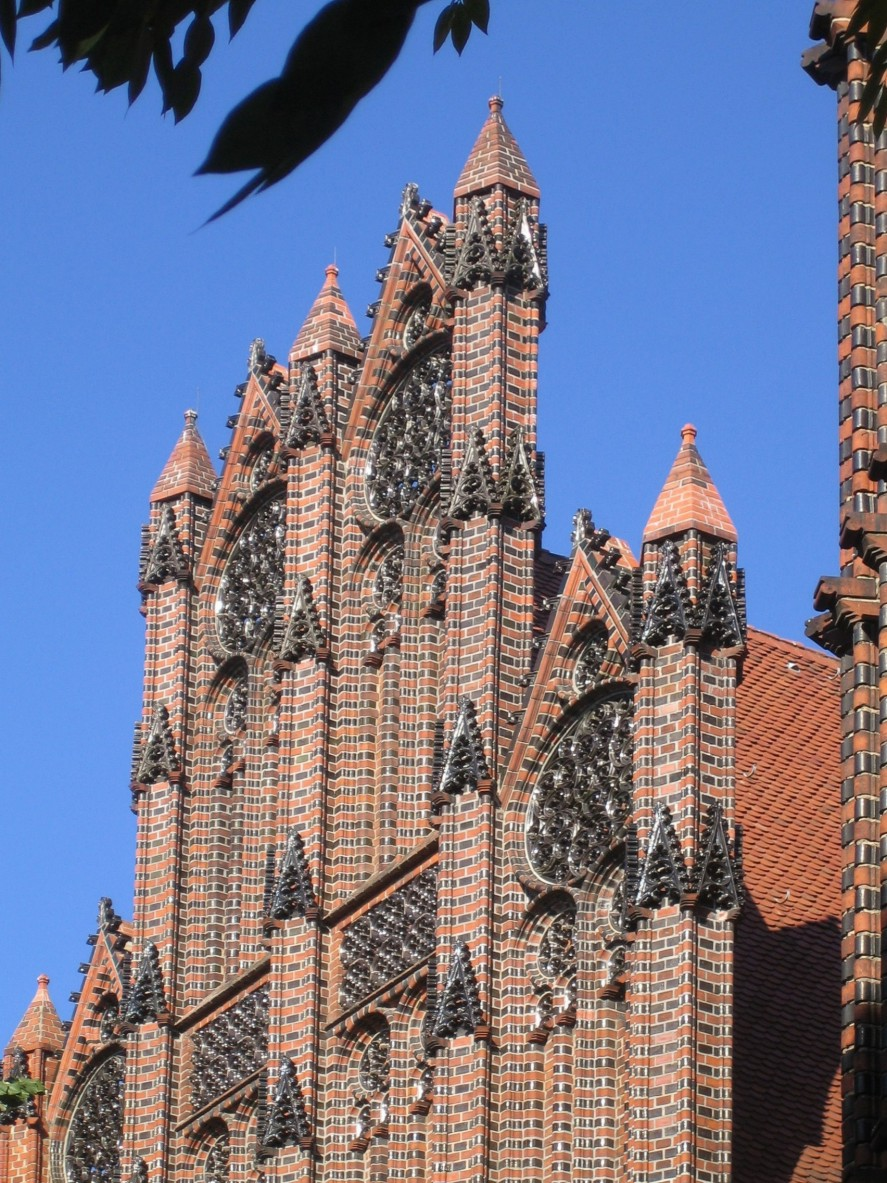
Fassadendetail

Von allen Seiten wurde das neue Haus gelobt, beim Publikum fand es große Resonanz, jährlich kamen rund 70.000 Besucher. Das Museum – unterstützt von dem Verein für das Märkische Museum, dem wohlhabende und prominente Bürger angehörten – wurde eine feste Größe im kulturellen Leben der Stadt. Erster Weltkrieg, Revolution und Inflation unterbrachen diese Entwicklung.
Im Jahr 1925 wurde Walter Stengel zum Direktor berufen, der erste studierte Kunsthistoriker und Museumsmann mit professioneller Erfahrung an der Spitze des Hauses. An Hoffmanns Inszenierungen änderte er nur wenig; so ließ er die Schauräume endlich elektrisch beleuchten – auch das gegen den Widerstand des Architekten, der um seine mit Bedacht eingerichteten „Stimmungen“ besorgt war, als Pensionär aber nicht mehr einschreiten konnte. Stengel lenkte vor allem durch spektakuläre Sonderausstellungen, zum Teil auch außerhalb seines Hauses, den Blick der Öffentlichkeit wieder auf das Museum. 1928 verursachte die Ausstellung zum 70. Geburtstag des populären Zeichners Heinrich Zille einen unerwarteten Massenansturm aus den Hinterhofquartieren des Berliner Nordens, wo Zilles bevorzugte Modelle lebten – nicht eben die typischen Museumsbesucher.
In der Zeit des Nationalsozialismus wurde auch das Märkische Museum Teil des gleichgeschalteten Kulturbetriebes. Stengel paktierte mit den neuen Machthabern – im Interesse des Museums, wie er es verstand. Auf Zwangsversteigerungen ließ er Kunstobjekte aus jüdischem Besitz erwerben. Als der Staat 1938 bei jüdischen Bürgern Gegenstände aus Edelmetall beschlagnahmte, sicherte Stengel seinem Museum wertvolle Antiquitäten. Diese Gegenstände wurden treuhänderisch behandelt und nicht einfach den Beständen einverleibt, wie es in verschiedenen anderen Museen damals üblich war. Zu Beginn des Zweiten Weltkriegs wurden das Märkische Museum geschlossen, seine Sammlungen ausgelagert – vieles ging dabei verloren. Auch das Gebäude selbst wurde noch in den letzten Kriegstagen stark beschädigt.

### Entwicklung nach 1945

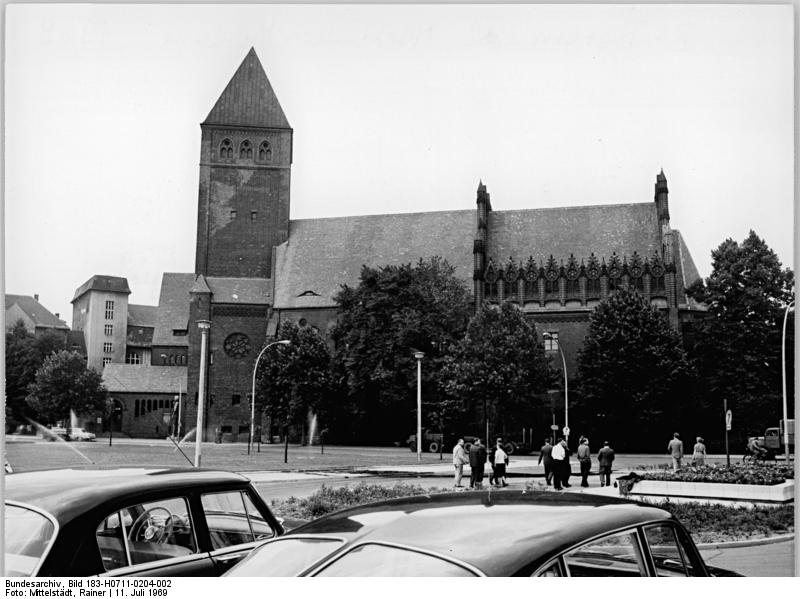
Blick auf das Märkische Museum am Köllnischen Park, 1969

Nach Kriegsende lag das Museum im sowjetisch besetzten Sektor der Viermächtestadt, auf Ost-Berliner Gebiet. Kriegsschäden mussten beseitigt werden, aus den Trümmern der Großstadt waren wichtige Fundstücke zu bergen. 1946 konnten einige Räume wieder für Besucher geöffnet werden. Da wegen der Kriegsschäden Raumnot herrschte und wichtige Teile der naturgeschichtlichen Abteilung ohnehin nicht mehr vorhanden waren, beschloss man, sich in Zukunft auf die kulturgeschichtlichen Sammlungen zu konzentrieren.
Im Inneren des Hauses ging das ursprüngliche Raumerlebnis in den folgenden Jahren durch immer neue Trennwände und Zwischendecken zu großen Teilen verloren. Veränderungen gab es auch in der inhaltlichen Arbeit: die Mitarbeiter des Museums sollten eine neue Sicht auf die Geschichte liefern. Ein programmatischer Text forderte: „Auf der Grundlage der marxistisch-leninistischen Weltanschauung soll das Märkische Museum […] dem Aufbau des Sozialismus dienen.“
Nachdem 1961 die Berliner Mauer gebaut worden war, entstand in West-Berlin nach längeren Diskussionen ein eigenes Berlin Museum mit Sitz im barocken Kollegienhaus des ehemaligen Kammergerichts in der Lindenstraße in Kreuzberg. Die Ausstellungsmacher beschränkten sich beim Aufbau der Sammlungen auf kulturgeschichtliche Objekte, um nach der erhofften deutschen Wiedervereinigung die beiden Berliner Regionalmuseen möglichst problemlos zusammenführen zu können.

### Entwicklung seit der deutschen Wiedervereinigung
Von den ersten Ideen und Konzepten im Jahr 1990 bis zur Gründung der Stiftung Stadtmuseum 1995 vergingen noch fünf Jahre. Unter dem Dach der Stiftung wurden 16 museale Einrichtungen vereinigt, mit dem Märkischen Museum als Schwerpunkt. Dort begannen nach 1990 umfangreiche Sanierungs- und Rekonstruktionsarbeiten, die weitläufigen Dachgeschosse konnten ausgebaut werden, nachträglich eingebaute Trennwände wurden entfernt, sodass im Wesentlichen wieder die alte, von Ludwig Hoffmann erdachte Raumstruktur erlebbar ist.

## Im 21. Jahrhundert
Um dem Stadtmuseum der Bundeshauptstadt wieder den ihm gebührenden Platz in der Berliner Museumslandschaft einzuräumen, beabsichtigt der Berliner Senat, die verschiedenen Standorte im Ortsteil Mitte rund um das Märkische Museum zu konzentrieren. Hierzu ist eine bauliche Erweiterung erforderlich, für die zwischenzeitlich das gegenüberliegende ehemalige Marinehaus vorgesehen war. Den Architektenwettbewerb für die Umbaumaßnahmen gewann nach einer Entscheidung des Senats im September 2008 das Londoner Büro Stanton Williams. Im Jahr 2011 wurde die Finanzierung des Erweiterungsbaus vom Senat zunächst zurückgestellt. Nach dem endgültigen Scheitern der Planungen für das Marinehaus spricht sich die Stiftung Stadtmuseum Berlin dafür aus, das bisherige Quartier der Berliner Stadtbibliothek in der Breiten Straße zum Museumsquartier für ein Neues Berlin Museum zu entwickeln, sobald durch den geplanten Neubau der Zentral- und Landesbibliothek auf dem Tempelhofer Feld der Standort freigeworden ist. Da die Bebauung des Tempelhofer Feldes durch den Volksentscheid nicht durchgeführt werden kann, wurde entschieden, dass das Märkische Museum und das Marinehaus künftig eine Einheit bilden und das Herzstück eines neuen Museums- und Kreativquartiers am Köllnischen Park sein wird. Seit dem 1. Januar 2023 ist das Museum für mehrere Jahre wegen umfangreicher Bauarbeiten und Erneuerungen geschlossen. Die Wiedereröffnung ist für 2026, eventuell auch erst 2028 geplant.

## Ausstellungen und Angebote bis Ende 2022

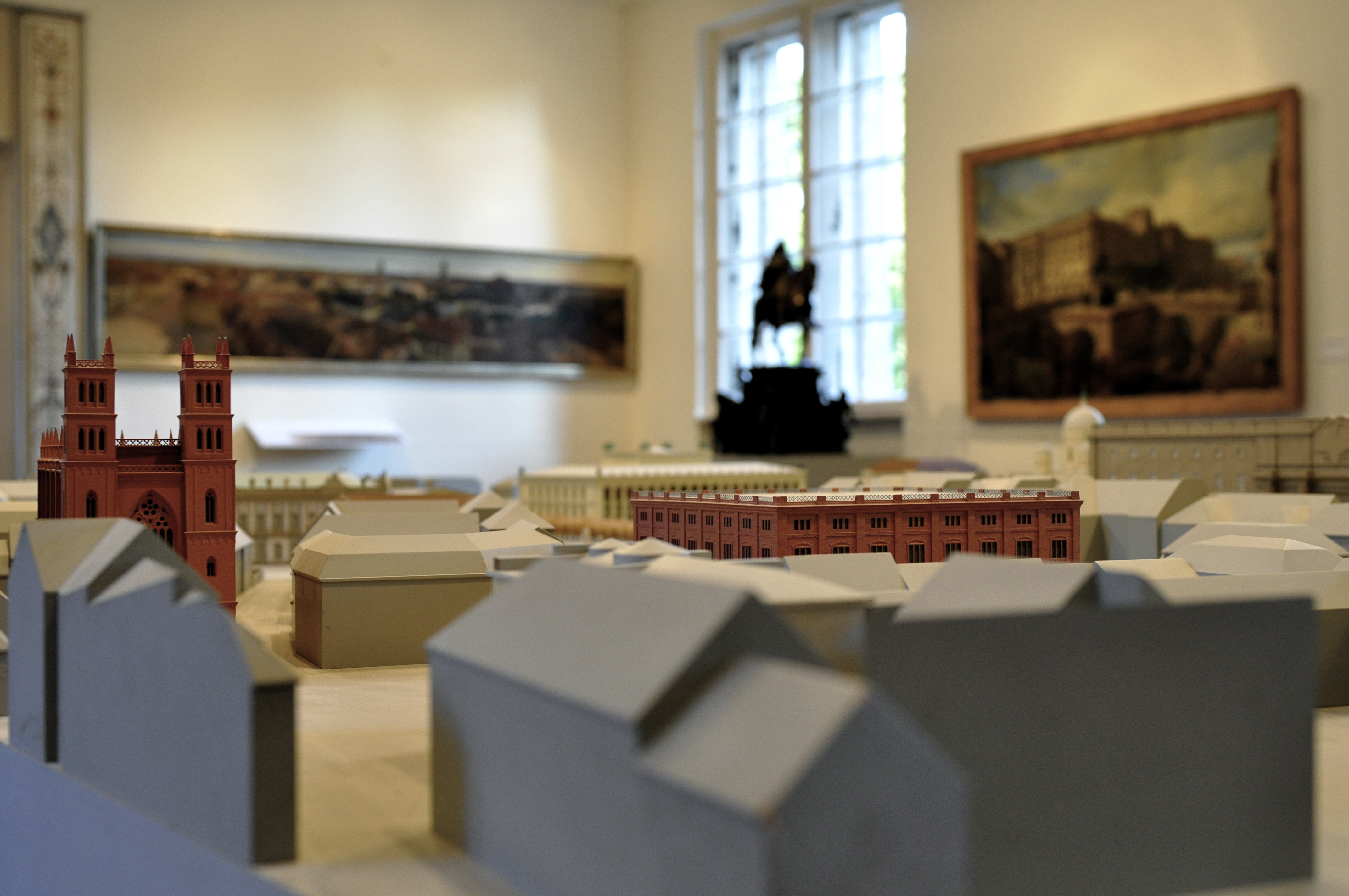
Ausstellungsraum im Museum

Im Märkischen Museum wird die Geschichte der Stadt Berlin erzählt. In dem im Jahr 2009 eröffneten zugehörigen Museumslabor bot das Stadtmuseum Berlin interessierten Gruppen ein ausgewähltes Führungs- und Workshop-Programm. Dialogische einstündige Führungen vermittelten verschiedene Einblicke in die Berliner Stadtgeschichte. Thematische Workshops vertieften die Ausstellungsinhalte im Museumslabor.
Seit Herbst 2016 wurde das nach Kriegsschäden aufwendig rekonstruierte Museum für das 21. Jahrhundert fit gemacht (was aber nicht lange vorhielt; siehe vorherigen Absatz). Dazu gehörte neben neugeschaffenem Raum für wechselnde Sonderausstellungen ein neues Konzept für die Dauerausstellung zur Berliner Geschichte, das anlässlich seines 110-jährigen Bestehens präsentiert werden sollte. Die Auftaktausstellung war dafür Berlin 1937. Die Dauerausstellung „BerlinZEIT – Geschichte kompakt“ führte seit Juni 2018 durch die Berliner Geschichte von der letzten Eiszeit bis zur Gegenwart. Ein Audioguide auf Deutsch oder Englisch konnte von den Besuchern ausgeliehen werden, in dem die Stadt selbst zu den Besuchern sprach.
Neue Wege wurden auch durch (Probe-)Räume beschritten, die als neues Vermittlungsangebot Einblicke in die Museumsarbeit boten.
Im Innenhof des Märkischen Museums steht die Figur Rhein, die zum Reiterstandbild Friedrich Wilhelms III. im Lustgarten gehörte.